# Любкин, Виктор Борисович
Виктор Борисович Любкин (11 мая 1904 — 29 июня 1966, Саратов) — российский учёный-правовед, кандидат юридических наук, доцент Саратовского юридического института им. Д. И. Курского, один из основоположников науки судебная бухгалтерия в СССР.

## Биография
Виктор Борисович Любкин родился 11 мая 1904 года.
С 1931 года — на преподавательской и научной работе в Саратовском юридическом институте им. Д. И. Курского. Читает лекции по судебной бухгалтерии, тактике и методике расследования преступлений в сфере финансово-хозяйственной деятельности.
В 1939 году защитил диссертацию на соискание учёной степени кандидата юридических наук на тему «Бухгалтерская экспертиза в советском уголовном процессе».
С 1 октября 1951 года — заведующий заочного отделения Саратовского юридического института им. Д. И. Курского.
Является одним из основоположников науки судебная бухгалтерия в СССР. По мнению ряда авторов первым ввёл в научный оборот понятие «судебная бухгалтерия», а также первым рассмотрел бухгалтерскую экспертизу, как один из видов экономической экспертизы, в рамках криминалистики.
Умер 29 июня 1966 года в Саратове. Похоронен на Еврейском кладбище в Саратове.

## Избранные публикации

### Монографии, учебные пособия
- Любкин В. Б. Методическое пособие по судебно-бухгалтерской экспертизе. Сокращённая автором запись лекций, прочитанных им на курсах бухгалтеров-экспертов в мае 1937 г.. — Энгельс: Бюро СБЭ Немреспублики, 1937. — 28 с.
- Любкин В. Б. Основы бухгалтерского учета и судебно-бухгалтерской экспертизы. — Энгельс, 1938. — 188 с.
- Любкин В. Б. Очерки судебной бухгалтерии: бухгалтерская ревизия, судебно-бухгалтерская экспертиза и вопросы методики расследования хищений и растрат. — Саратов, 1946. — 103 с.
- Любкин В. Б. Основы бухгалтерского учёта и судебно-бухгалтерской экспертизы. — Саратов, 1947. — 240 с.
- Любкин В. Б. Основы судебной бухгалтерии / отв. ред. В. И. Строганов. — Саратов: Издательство «Рабочий транспорта», 1948. — 298 с. (переиздано в 1955 и 1956 гг.)

### Статьи
- Любкин В. Б. О методах расследования преступлений с использованием бухгалтерского учёта // Учёные записки СЮИ им. Д. И. Курского. Вып. 1 : сборник. — Саратов, 1940. — С. 125—141.
- Любкин В. Б. Уголовная ответственность за служебный подлог при составлении бухгалтерского баланса // Научная конференция. Тезисы докладов : сборник. — Саратов, 1954. — С. 84—86.